# フランソワ・デュケノア
フランソワ・デュケノア（François Duquesnoy、1597年1月12日 - 1643年7月18日）は17世紀、フランドルの彫刻家である。ローマで形成されたバロック彫刻を代表する彫刻家になった。

## 略歴
ブリュッセルで生まれた。父親のジェローム・デュケノア(Jérôme Duquesnoy l'Ancien: c.1570-c.1641)はスペイン領ネーデルラント君主、アルブレヒト・フォン・エスターライヒの宮廷の彫刻家で、父親から彫刻を学んだ。父親と同名の弟、ジェローム・デュケノア(Jérôme Duquesnoy le Jeune: 1602-1854) も彫刻家になった。
アルブレヒト・フォン・エスターライヒの奨学金を受けて、1616年にローマに修行に出た。ローマでは「Francesco Fiammingo（フランドルのフランチェスコ）」の通称で呼ばれた。1621年にアルブレヒト・フォン・エスターライヒが亡くなり、奨学金を失うが、そのままローマに滞在し、フランス出身の画家ニコラ・プッサンと親しくなり、同じ家に住んだ。
ローマでデュケノアの名声は高まり、17世紀前半を代表する彫刻家になった。1625年に建築家、彫刻家のジャン・ロレンツォ・ベルニーニはサン・ピエトロ大聖堂の改築にあたってデュケノアの彫刻、聖アンデレ像を装飾に用いた。
プッサンがフランス王、ルイ13世の宰相リシュリューにデュケノアを推薦し、フランス宮廷の彫刻家の地位とパリの王立彫刻アカデミーの校長の候補になり、パリに向かう途中でリヴォルノで急死した。46歳であった。

## 作品

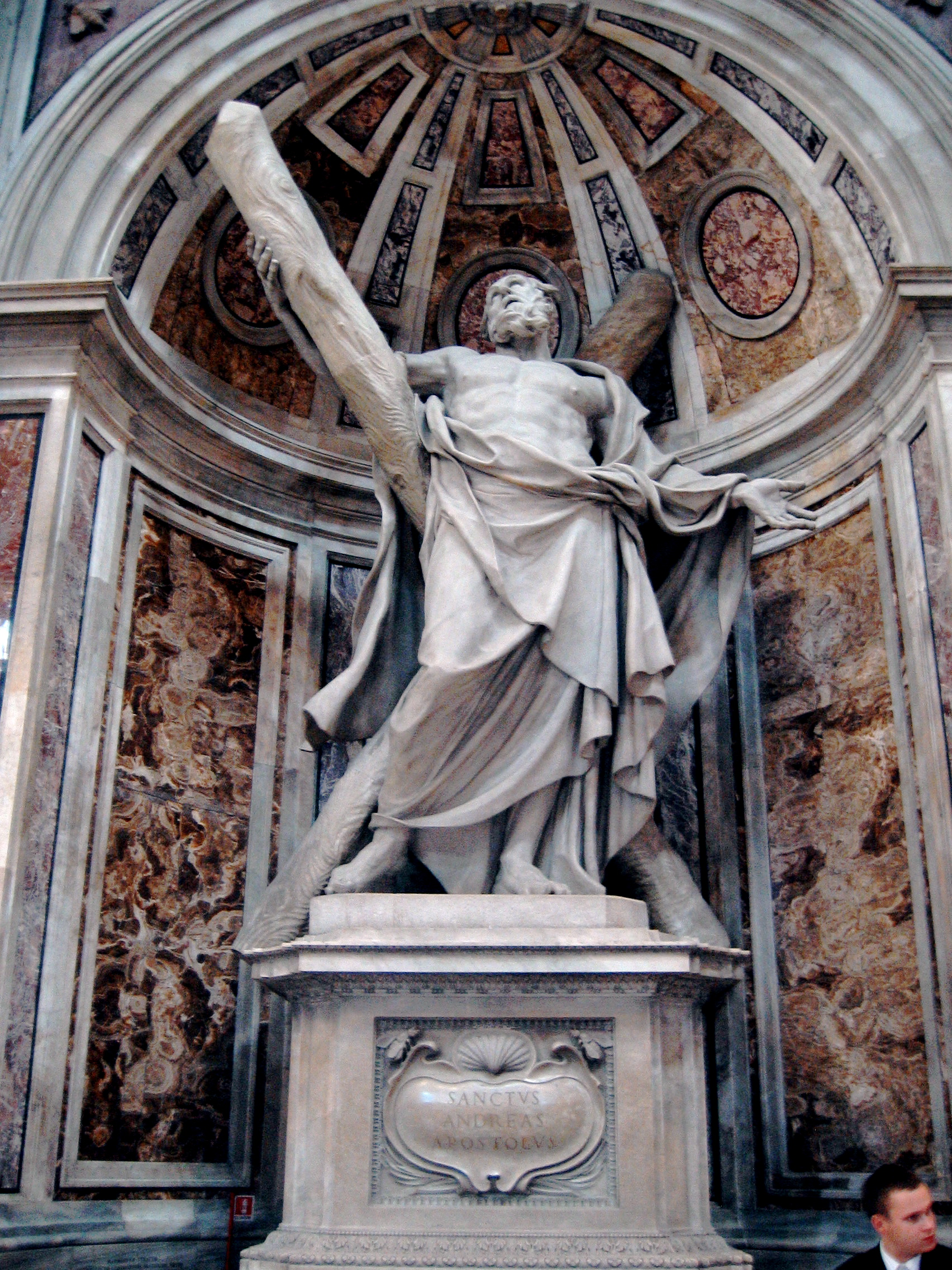
サン・ピエトロ大聖堂の聖アンデレ像
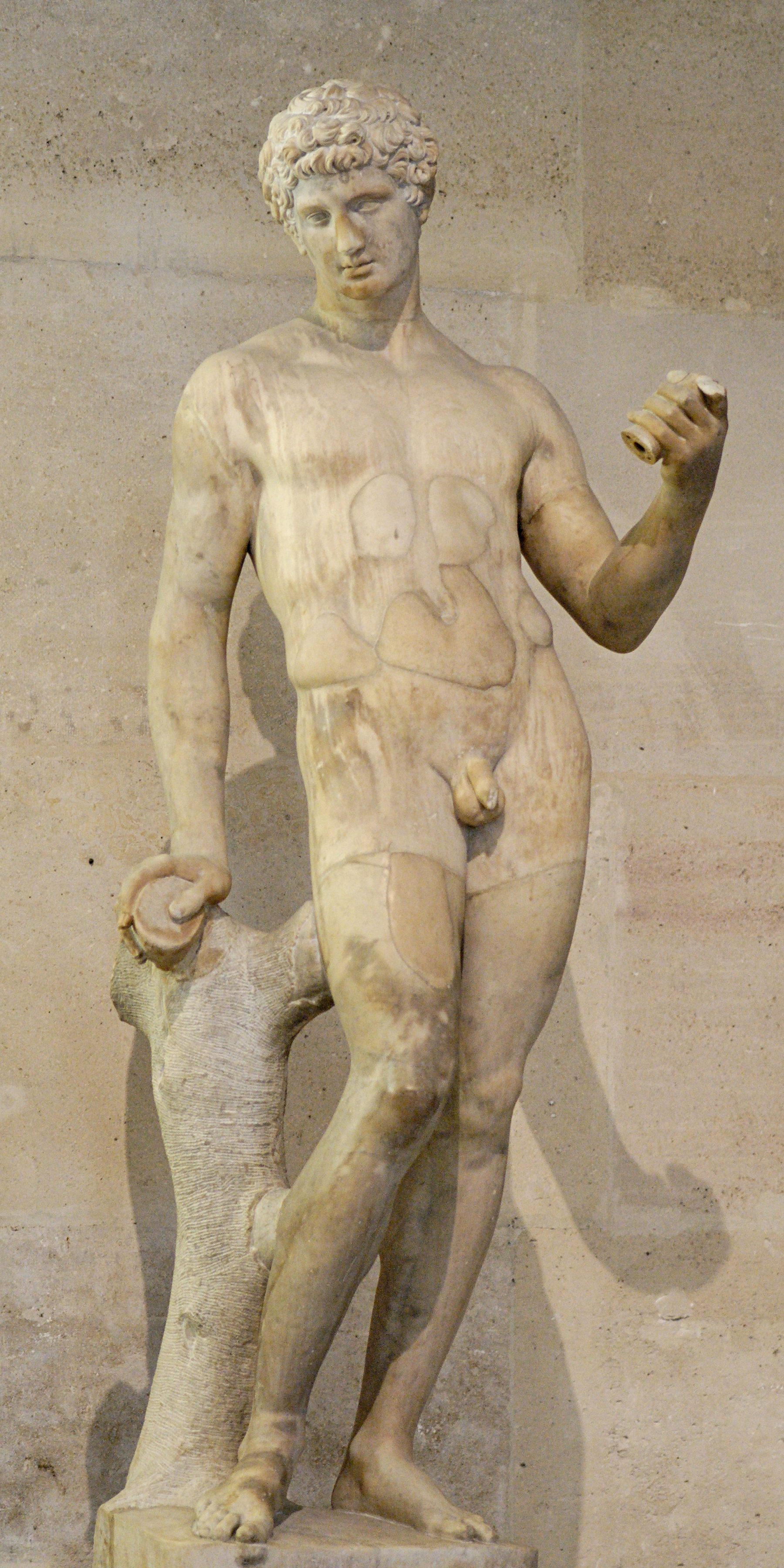
アドニス ルーブル美術館蔵
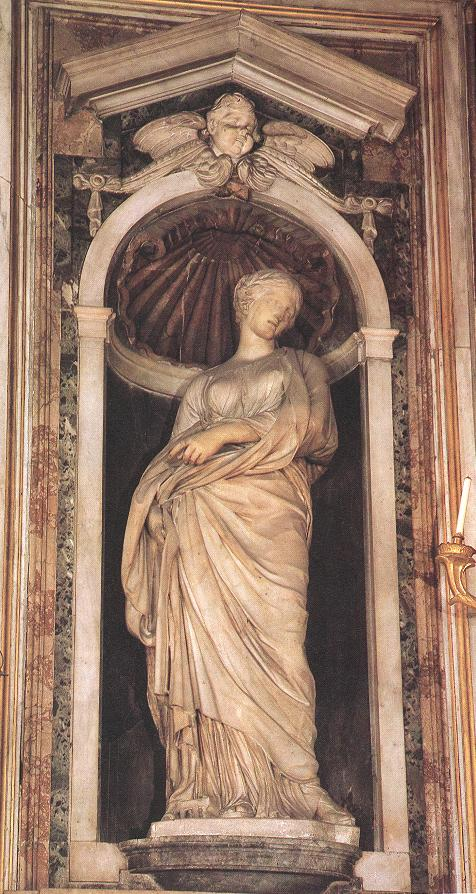
ロレート聖母教会の聖女スザンナ
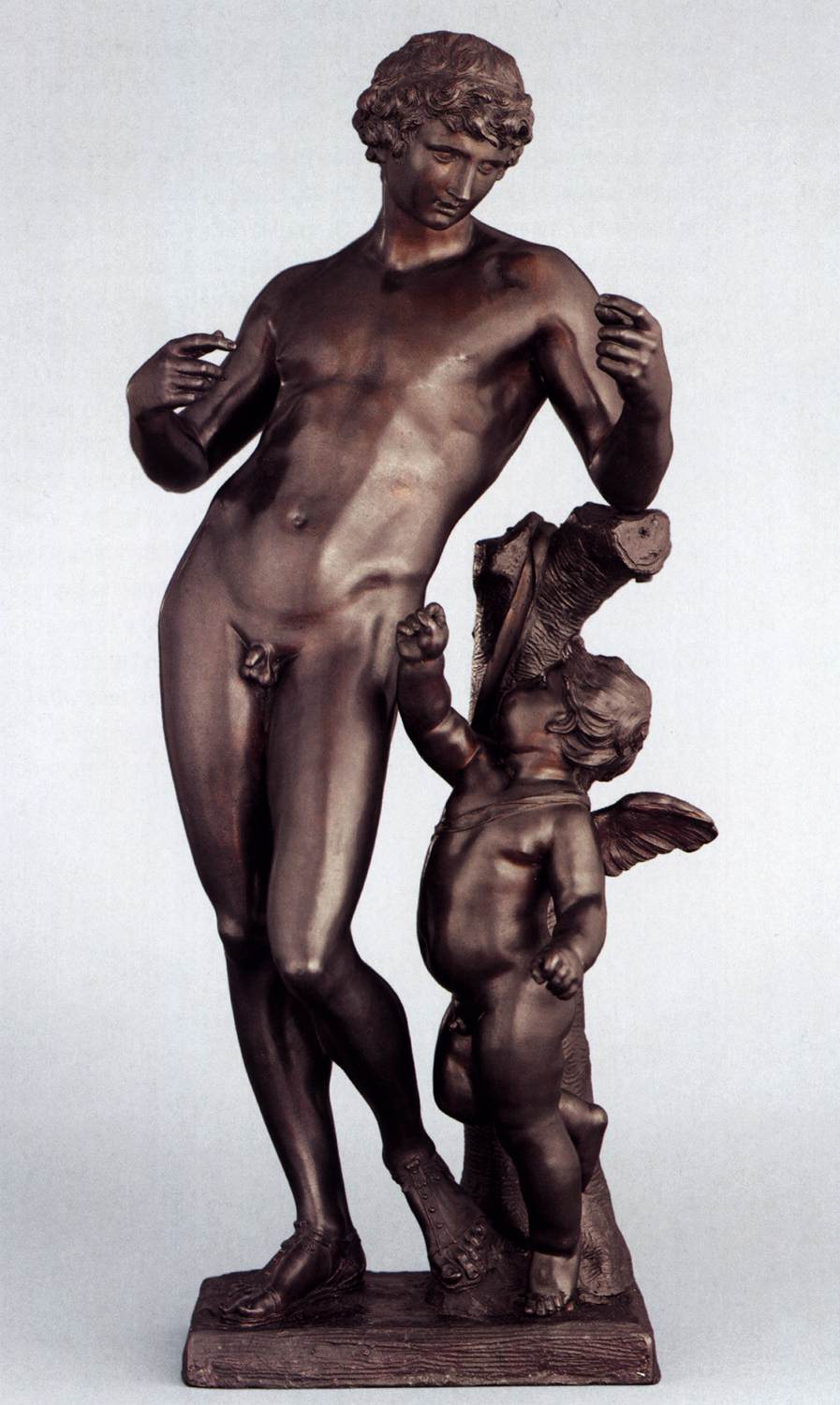